# Temporada da WTA de 1978
O WTA Tour de 1978 consistiu em uma série de torneios de tênis para tenistas femininas, sendo composto pela versão recém-simplificada do Virginia Slims Circuit anual, agora uma turnê de 11 semanas pelos Estados Unidos e pela "Colgate International Series". A turnê de 1978 foi administrada pelo "Women's International Professional Tennis Council" que havia sido criado em 1975.

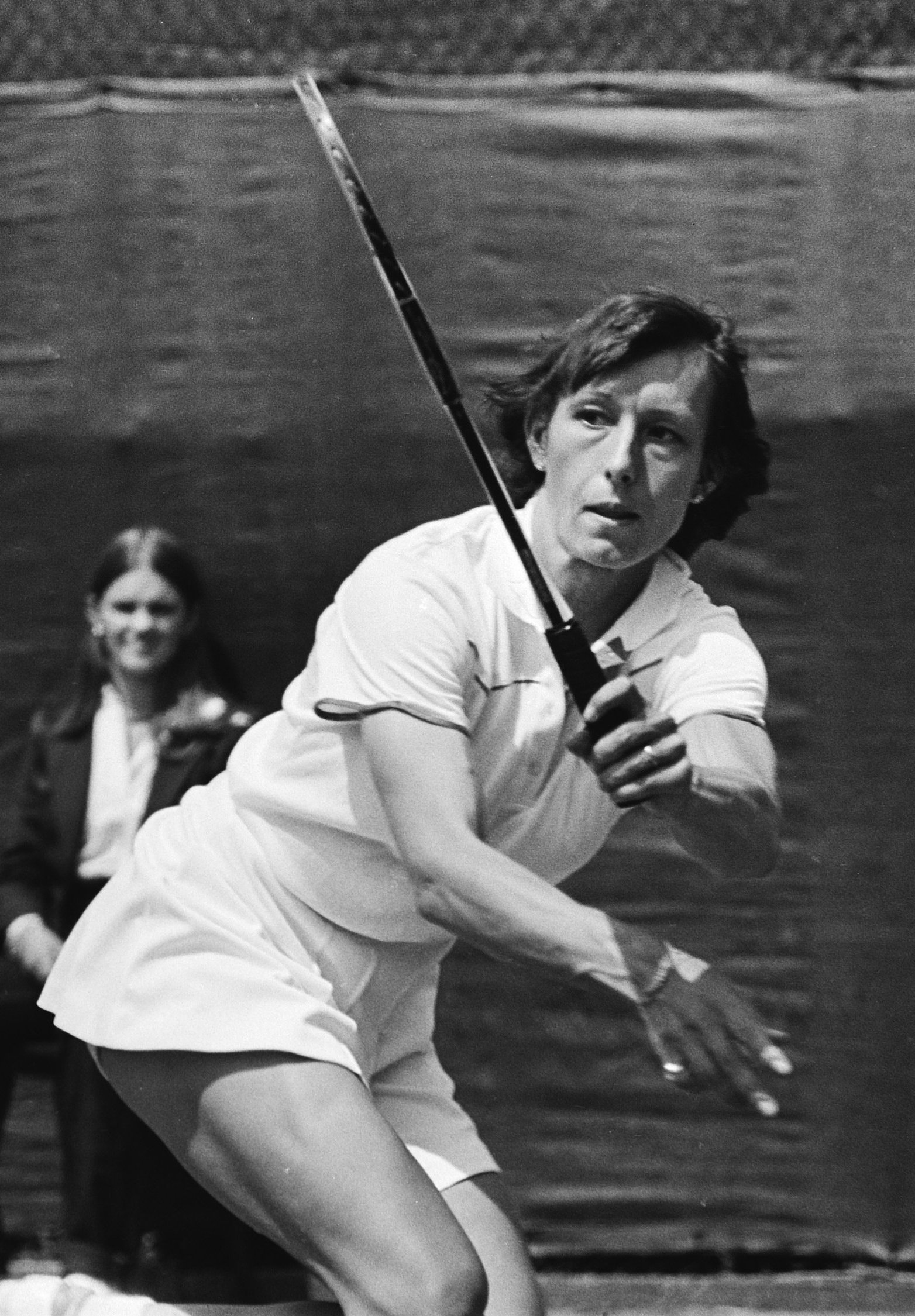
Martina Navratilova ganhou 11 títulos na temporada.

## Ranking de final de ano
Lista das 20 primeiras do ranking de final de ano da WTA de 1978 (10 de dezembro de 1978) - Agregado simples e duplas:
| Ranking de simples de final de ano | Ranking de simples de final de ano | Ranking de simples de final de ano | Ranking de simples de final de ano | Ranking de simples de final de ano | Ranking de simples de final de ano | Ranking de simples de final de ano |
| ---------------------------------- | ---------------------------------- | ---------------------------------- | ---------------------------------- | ---------------------------------- | ---------------------------------- | ---------------------------------- |
| Nº                                 | Jogadora                           | T                                  | P                                  | Pontos                             | 1977                               | F                                  |
| 1                                  | Martina Navratilova (USA)          | 18                                 | 87                                 | 15.660                             | 3                                  | 2                                  |
| 2                                  | Chris Evert (USA)                  | 10                                 | 56                                 | 15.192                             | 1                                  | 1                                  |
| 3                                  | Evonne Goolagong Cawley (AUS)      | 11                                 | 48                                 | 11.688                             | NR                                 | NR                                 |
| 4                                  | Virginia Wade (GBR)                | 22                                 | 92                                 | 9.879                              | 4                                  | Estável                            |
| 5                                  | Billie Jean King (USA)             | 10                                 | 35                                 | 9.183                              | 2                                  | 3                                  |
| 6                                  | Tracy Austin (USA)                 | 14                                 | 64                                 | 8.531                              | 12                                 | 6                                  |
| 7                                  | Wendy Turnbull (AUS)               | 22                                 | 79                                 | 8.171                              | 9                                  | 2                                  |
| 8                                  | Betty Stöve (NED)                  | 21                                 | 72                                 | 7.336                              | 7                                  | 1                                  |
| 9                                  | Kerry Reid (AUS)                   | 21                                 | 79                                 | 7.111                              | 10                                 | 1                                  |
| 10                                 | Dianne Fromholtz (AUS)             | 14                                 | 39                                 | 7.032                              | 8                                  | 2                                  |
| 11                                 | Rosie Casals (USA)                 | 14                                 | 38                                 | 6.295                              | 6                                  | 5                                  |
| 12                                 | Virginia Ruzici (ROU)              | 28                                 | 90                                 | 6.095                              | 16                                 | 4                                  |
| 13                                 | Pam Shriver (USA)                  | 12                                 | 45                                 | 5.967                              | NR                                 | NR                                 |
| 14                                 | Regina Maršíková (TCH)             | 32                                 | 91                                 | 5.559                              | 20                                 | 6                                  |
| 15                                 | Kathy May (USA)                    | 16                                 | 38                                 | 4.706                              | 21                                 | 6                                  |
| 16                                 | Marita Redondo (USA)               | 17                                 | 46                                 | 4.649                              | NR                                 | NR                                 |
| 17                                 | Greer Stevens (RSA)                | 7                                  | 15                                 | 4.628                              | 13                                 | 4                                  |
| 18                                 | Marise Kruger (RSA)                | 17                                 | 31                                 | 4.559                              | 25                                 | 7                                  |
| 19                                 | Mima Jaušovec (YUG)                | 20                                 | 48                                 | 4.527                              | 11                                 | 8                                  |
| 20                                 | Anne Smith (USA)                   | 8                                  | 28                                 | 4.161                              | NR                                 | NR                                 |